# Série de championnat de la Ligue nationale de baseball 1979
La Série de championnat de la Ligue nationale de baseball 1979 était la série finale de la Ligue nationale de baseball, dont l'issue a déterminé le représentant de cette ligue à la Série mondiale 1979, la grande finale des Ligues majeures.
Cette série trois de cinq débute le mardi 2 octobre 1979 et se termine le vendredi 5 octobre. En route vers la conquête du titre mondial, les Pirates de Pittsburgh éliminent les Reds de Cincinnati trois matchs à zéro.

## Équipes en présence
Après avoir pris le deuxième rang de la division Est de la Ligue nationale chaque année malgré de bonnes saisons de 1976 à 1978, les Pirates de Pittsburgh remportent en 1979 leur premier championnat de section depuis 1975, coiffant au terme d'une lutte épique les Expos de Montréal, laissés au second rang à seulement deux parties de la tête. Pittsburgh remporte 98 victoires en saison régulière, contre 64 défaites, pour accéder à leur sixième Série de championnat, une ronde éliminatoire qu'ils n'ont remporté qu'une fois en cinq tentatives jusque-là.
Avec une fiche victoires-défaites de 90-71, les Reds de Cincinnati gagnent de justesse le titre de la section Ouest. Relégués en seconde place derrière les Dodgers de Los Angeles au cours des deux saisons précédentes, les Reds terminent en tête en 1979 avec à peine un match et demi de priorité sur les Astros de Houston. Cincinnati participe aux séries éliminatoires pour la première fois depuis la dernière de leurs deux conquêtes consécutives de la Série mondiale en 1976. 
À l'instar des Pirates, les Reds participent à une Série de championnat pour la sixième fois de leur histoire, mais avec quatre triomphes en cinq tentatives leur bilan est beaucoup plus reluisant que Pittsburgh. Il s'agit de la quatrième série finale de la Ligue nationale entre Cincinnati et Pittsburgh : les Reds ont battu les Pirates en trois parties de suite en 1970, en cinq matchs en 1972, puis en trois matchs à nouveau en 1975. Cette fois les Pirates prennent leur revanche en balayant les Reds en trois rencontres, en route vers une victoire en Série mondiale 1979 sur la meilleure équipe du baseball en saison régulière et champions de la Ligue américaine, les Orioles de Baltimore.
Après cet affrontement en fin de décennie, Reds et Pirates, tous deux parmi les clubs dominants du baseball majeur pendant les années 1970, connaîtront une dizaine de saisons beaucoup plus difficiles. Ils ne participeront plus aux séries éliminatoires jusqu'à ce qu'ils s'affrontent à nouveau en Série de championnat 1990.

## Déroulement de la série

### Calendrier des rencontres
| Match | Date      | Visiteur              | Hôte                  | Score              |
| ----- | --------- | --------------------- | --------------------- | ------------------ |
| 1     | 2 octobre | Pirates de Pittsburgh | Reds de Cincinnati    | 5 - 2 (11 manches) |
| 2     | 3 octobre | Pirates de Pittsburgh | Reds de Cincinnati    | 3 - 2 (10 manches) |
| 3     | 5 octobre | Reds de Cincinnati    | Pirates de Pittsburgh | 1 - 7              |

### Match 1
Mardi 2 octobre 1979 au Riverfront Stadium, Cincinnati, Ohio.
| Pirates de Pittsburgh | 0 | 0 | 2 | 0 | 0 | 0 | 0 | 0 | 0 | 0 | 3 | 5 | 10 | 0 |
| Reds de Cincinnati | 0 | 0 | 0 | 2 | 0 | 0 | 0 | 0 | 0 | 0 | 0 | 2 | 7  | 0 |
| Lanceurs partants : PIT : John Candelaria CIN : Tom Seaver Vic. : Grant Jackson (1-0) Déf. : Tom Hume (0-1) Sauv. : Don Robinson (1) HRs : PIT : Willie Stargell (1), Phil Garner (1) CIN : George Foster (1) |   |   |   |   |   |   |   |   |   |   |   |   |    |   |

### Match 2
Mercredi 3 octobre 1979 au Riverfront Stadium, Cincinnati, Ohio.
| Pirates de Pittsburgh                                                                                     | 0 | 0 | 0 | 1 | 1 | 0 | 0 | 0 | 0 | 1 | 3 | 11 | 0 |
| Reds de Cincinnati                                                                                        | 0 | 1 | 0 | 0 | 0 | 0 | 0 | 0 | 1 | 0 | 2 | 8  | 0 |
| Lanceurs partants : PIT : Jim Bibby CIN : Frank Pastore Vic. : Don Robinson (1-0) Déf. : Doug Blair (0-1) |   |   |   |   |   |   |   |   |   |   |   |    |   |

### Match 3
Vendredi 5 octobre 1979 au Three Rivers Stadium, Pittsburgh, Pennsylvanie.
| Reds de Cincinnati | 0 | 0 | 0 | 0 | 0 | 1 | 0 | 0 | 0 | 1 | 8 | 1 |
| Pirates de Pittsburgh | 1 | 1 | 2 | 2 | 0 | 0 | 0 | 1 | X | 7 | 7 | 0 |
| Lanceurs partants : CIN : Mike LaCoss PIT : Bert Blyleven Vic. : Bert Blyleven (1-0) Déf. : Mike LaCoss (0-1) HRs : CIN : Johnny Bench (1) PIT : Willie Stargell (2), Bill Madlock (1) |   |   |   |   |   |   |   |   |   |   |   |   |

## Joueur par excellence
Le joueur de premier but étoile et futur membre du Temple de la renommée Willie Stargell, des Pirates de Pittsburgh, est nommé joueur par excellence de la Série de championnat 1979 de la Ligue nationale. Stargell claque deux coups de circuit en trois matchs face aux Reds. Avec deux doubles et un total de cinq coups sûrs, il élève sa moyenne de puissance à un impressionnant 1,182 durant ces trois parties. Sa moyenne au bâton est de ,455 avec six points produits. Il soutire de plus trois buts-sur-balles pour faire grimper son pourcentage de présence sur les buts à ,571. Son circuit de trois points en 11e manche de la première partie de la série permet aux Pirates de briser l'égalité de 2-2 et d'arracher la première victoire par le pointage de 5-2.
Douze jours après la conclusion de cette série Pittsburgh-Cincinnati, Stargell remporte sa deuxième bague de champion de la Série mondiale et devient le premier joueur à être nommé meilleur joueur de la Série de championnat et joueur par excellence de la Série mondiale une même année. Un autre honneur s'ajoute peu après alors que le légendaire Pirate est voté joueur de l'année de la Ligue nationale pour la saison 1979.